# 気になる嫁さん
『気になる嫁さん』（きになるよめさん）は、日本テレビ系列で1971年10月6日から1972年9月27日にかけて放送されたテレビドラマである。主演は榊原るみだが石立鉄男&ユニオン映画シリーズの2作目として数えられる。
主演の榊原は、『帰ってきたウルトラマン』を降板して本作に出演し、アイドル的な人気を博した。
メインキャストには佐野周二、水野久美、浦辺粂子などの映画出身のビッグ・ネームの他、山田吾一、冨士眞奈美、山本紀彦ら、石立ドラマおなじみのメンバーがキャスティングされている。

## 放送データ
- 放送期間：1971年10月6日 - 1972年9月20日
- 放送時間：毎週水曜日 20:00 - 20:56
- 放送回数：全40話
- 製作媒体：16ミリフイルム・カラー作品（撮影は35ミリフィルム、放送時16ミリフィルム）

## あらすじ
清水家は、父呂之助と5人の兄姉弟、そして家政婦のばあやとで暮らす大家族。そこに、アメリカに留学が決まった末っ子・純の婚約者、坪内めぐみ（演：榊原るみ）が「嫁」として同居することになる。その清水家と周辺でまき起こる様々な騒動を描く。
純は留学先で心筋梗塞により客死するが、両親がいないめぐみは「ここが私のうちです。どうか置いてください」と清水家に戻り、一同も死んだ純の代わりにめぐみを大切に思い「嫁」として扱う。途中めぐみは、若者から求婚されたり、見合い話が持ち上がったりするも、純への貞節を貫き、呂之助を父と慕い、兄嫁から追い出されてもすぐ戻り、清水家での同居を続ける。最終回では、実父が生きていてパリで病に臥せっていると聞かされても一旦は渡仏要請を断り清水家に留まると明言した。しかし呂之助が表むき娘小夜子の結婚に反対しつつ陰で挙式を見守る姿をみて考え直し、実父に会うべく清水家を離れ、パリに飛んだ。
めぐみは純への想いを捨てず（第27話）、兄弟たちとは平等に接したが、純からは「何かあったら次男の文彦に相談するように」と言われていたため、所々で文彦を頼りにした。第37話では、文彦が結婚詐欺師（二役）と間違われて逮捕されたときも文彦を信じ、危険を顧みずにおとりとなって真犯人逮捕に協力したが、釈放された文彦が真顔で「そろそろ気にならない嫁さんが」欲しいと口説こうとすると「詐欺師に言われているよう」と笑い飛ばした。最終回、めぐみが清水家の一人一人に別れを告げる中、文彦だけは大阪へ急な取立てに出ていて会えず、文彦も羽田空港に急ぐが飛び立つ飛行機を見送るにとどまり、互いに別れの言葉を口にすることはなかった。
結局、小夜子の結婚、鉄道会社への屋敷の売却と引っ越し、めぐみの渡仏をうけ、力丸と文彦も独立を決め、呂之介とばあやは新居に部屋を用意してめぐみの帰国を待つことにした。空き家となった屋敷では、力丸が文彦にめぐみを託すと言って出ていき、文彦がひとり残され、走馬灯のように(純以外の)家族とばあや、めぐみの顔が浮かんでは消える。文彦は灰皿代わりの牛乳瓶をガラス窓に投げつけ、この世にいない純に別れを告げ、屋敷を後にする。

## キャスト
- 坪内めぐみ（清水純の婚約者）

演 - 榊原るみ
独身の伯母に育てられた。結婚前はカメラ店に勤め販売員をしていた。純とは高校から付き合っており冒頭で婚約、清水家に同居する。夫の純が残した言葉に何か困ったことがあったら文兄（文彦）を頼って相談してという遺言にもなった言葉の通り何かあるごとに文彦を頼りにする。20話で誕生日を迎え、最後は実父に会いに渡仏。宮崎に伯父がいる。
- 坪内宏子（めぐみの伯母）

演 - 杉葉子
独りで歯科医を開業。ゲン担ぎが好きでトランプ占いをよくする。めぐみの父のことは、死んだことにしていた。
- 清水呂之助（清水家の父）

演 - 佐野周二
妻を亡くし20年間やもめぐらしで密かに小口の株を持っていて株の上がり下がりを楽しんでいる。元造船会社の社長だが会社の破産で父の権威はなく、末っ子の純とその嫁めぐみを溺愛。最後は屋敷を鉄道会社に売りわたして新居に移り、めぐみを待つことに。
- 清水輝正（清水家の長男）

演 - 山田吾一
高卒で就職、10年来家族を支える。プライドが高く気取り屋。中盤で呂之介の借金帳消しのため、結婚して近くのマンション住まいとなるが、しばしば実家に入り浸る。
- 清水八重子（輝正の妻）

演 - 冨士眞奈美
中盤で見合い相手として登場、人相学から輝正を気にいり結婚。文彦の会社に大口出資した。けちで清水家に食事をもらいに来ては騒動を起こすが、最後は妊娠して幸せになる。
- 清水小夜子（清水家の長女）

演 - 水野久美
現代でいうところのキャリアウーマンで、社長秘書をしていた。恋した人のラーメン屋台を引き継いだが、未練がましい自分を失っていると文彦らに非難され我に返る。元々主婦業は苦手。付き合う男たちには苦労させられているが、終盤で子持ちの大学講師と結ばれる。
- 清水文彦（清水家の次男）

演 - 石立鉄男
サラリーマン金融「小判社」社員だったが独立して、同業の「大判社」の社長となり切り盛りする。いつもニコニコ大判者をキャッチフレーズにお金には細かく厳しい損得勘定が得意である。その後、紆余曲折あり「新大判社」として再起。また、輝正の独立後は清水家の家計を取り仕切る。密かに、めぐみに好意を寄せている。
- 清水力丸（清水家の三男）

演 - 山本紀彦
ハイジャンプでミュンヘン五輪を目指す大学三年生。思い込んだら猪突猛進するタイプで、その度に清水家で騒動を巻き起こす。あからさまにめぐみへの思いを口にして、頻繁に兄弟喧嘩を起こしている。
- 清水純（清水家の末っ子）

演 - 関口守（佐野守）
めぐみと婚約の直後にイリノイ大学へホテル経営学を学ぶために、めぐみを清水家に残して渡米。めぐみとは時折、カセットテープで近況を報告しあっていた。留学先で心筋梗塞のため客死。
- 大杉たま（清水家の家政婦）

演 - 浦辺粂子
ばあやと呼ばれる。横浜の娘たちからは邪険にされており、最後まで清水家に残って呂之介の新居にもついていく。日露戦争の3年前に生まれた(第5話で力丸の言)。浦辺の誕生年にちなんでいる。
- 雨宮（「大判社」の共同出資者）営業担当。

演 - 津村秀祐（津村鷹志）
文彦の会社「大判社」の社員。輝正が結婚し清水家から独立後は家賃手当の代わりに格安で下宿人にさせられた時期もある。最終回では渡仏するめぐみに自分のフランス語を自慢している(演じる津村が仏文科卒のため)。
- 安子（「大判社」の共同出資者）

演 - 津山登志子
経理担当だが取立にも行く。17話で文彦の情実融資を見つけ雨宮とともに一時造反する。
- 魚辰の政夫（魚屋御用聞き）

演 - 三遊亭笑遊
道端で力丸とからんではよく叩かれる。
- トリ子（呂之助の妹）

演 -　園佳也子
7話でめぐみから借金をして清水家を困らせるも改心。17話では呂之介の借金を帳消しにするため八重子の見合い話を持ってくる。
- 箕浦（小夜子の勤務先の社長）

演 - 石浜朗
小夜子に気があり、小夜子が退職後も清水家に押しかけ、竹山の死を悲しむ小夜子に求婚するが、小夜子の心はかたくなだった。
- 竹山（小夜子が思いを寄せる青年）

演 - 橋本功
ラーメン屋台を営みながら、ギターを弾いている無口な青年。偶然通りかかったラーメン屋台で、小夜子は一目ぼれする。その後、小夜子が屋台を手伝うようになり、竹山自身も心を開き、次第に小夜子に惹かれていく。実は「ロバート・キャパ」の再来と謳われた著名な戦場カメラマン。小夜子に正式にプロポーズしようとした矢先交通事故に巻き込まれて死亡する。
- 田辺（9話と12話でめぐみに求婚する若者)

演 - 酒井修
- 広沢寅吉（清水家の下宿人）

演 - 村田正雄
輝正の独立後、清水家に一時やっかいになる。家出していた娘を探したものの、仲直りが出来ずあきらめて岡山に帰る。
- 花岡(小夜子の夫）

演 - 滝田裕介
伊東で出会った小夜子に幼い子供を預け、公害をあばくことに執心する大学講師。家出した妻が新潟で心中したのに傷つき、同情した小夜子と結ばれる。
- ジャン・ピエール（めぐみの異母弟）

演 - 永井秀和
パリで病気の父坪内伯堂に代わり、絵の個展を開くため突然帰国、めぐみを訪ねてきた。めぐみが清水家を出るきっかけとなる。

## スタッフ
- 企画：小坂敬（日本テレビ）
- プロデューサー：吉川斌（日本テレビ）、上野徹（ユニオン映画）
- 原案：葉村彰子
- 脚本：松木ひろし、葉村彰子、山本邦彦、鶴島光重、蘇武路夫、田村多津夫、杉本彰
- 音楽：大野雄二
- 撮影：岩佐一泉
- 照明：藤林甲
- 美術：佐谷晃能
- 編集：西村豊治
- 録音：片桐登司美
- 色彩計測：東原三郎
- 助監督：丸山豊（ユニオン映画）
- 記録：桑原みどり
- タイトル：土屋昭雄、豊島弘尚
- 美術：東京テレビアート
- 装飾：高津映画装飾
- 衣裳：東京衣裳
- アフレコ・ダビング・ネガ録音（リレコーディング）：映広音響
- 現像所：東洋現像所
- 製作担当：山本剛正（ユニオン映画）
- 衣裳提供：Weathercock、ナイガイ
- 監督（演出）：千野皓司、田中知己、手銭弘喜、平山晃生
- 製作：ユニオン映画

## 放映リスト
| 話数 | 放映日         | サブタイトル                 | 脚本                | 監督     | ゲスト                     |
| ---- | -------------- | ---------------------------- | ------------------- | -------- | -------------------------- |
| 1    | 1971年 10月6日 | 愛さなくテワ                 | 松木ひろし          | 千野皓司 | 八代英太                   |
| 2    | 10月13日       | 涙の結納                     | 松木ひろし          | 千野皓司 |                            |
| 3    | 10月20日       | お世話になります             | 松木ひろし          | 千野皓司 |                            |
| 4    | 10月27日       | はじめての試練               | 葉村彰子            | 田中知己 |                            |
| 5    | 11月3日        | おとなの胸のうち             | 葉村彰子            | 田中知己 | 大辻伺郎                   |
| 6    | 11月10日       | 心から愛をこめて             | 松木ひろし          | 手銭弘喜 |                            |
| 7    | 11月17日       | 余計なことってすばらしい     | 葉村彰子            | 手銭弘喜 | 天地総子                   |
| 8    | 11月24日       | 母さんの味                   | 山本邦彦 葉村彰子   | 平山晃生 |                            |
| 9    | 12月1日        | なんという兄弟愛             | 山本邦彦 葉村彰子   | 千野皓司 | 酒井修                     |
| 10   | 12月8日        | 突然の悲しみ                 | 松木ひろし          | 千野皓司 |                            |
| 11   | 12月15日       | 誓いの言葉を                 | 松木ひろし          | 千野皓司 | 加藤武                     |
| 12   | 12月22日       | 馬鹿にしてるわ この家族      | 山本邦彦 葉村彰子   | 手銭弘喜 | 清水まゆみ、酒井修         |
| 13   | 12月29日       | あの人のために               | 山本邦彦 葉村彰子   | 平山晃生 | 酒井修                     |
| 14   | 1972年 1月5日  | こんなはずでは               | 鶴島光重 葉村彰子   | 平山晃生 | 田崎潤、三崎千恵子         |
| 15   | 1月12日        | 金の切れ目が・・・           | 松木ひろし          | 千野皓司 | 渥美国泰、弘松三郎、辻玲子 |
| 16   | 1月19日        | 思う心は一つ                 | 山本邦彦 葉村彰子   | 千野皓司 | 清水まゆみ、水沢有美       |
| 17   | 1月26日        | 果報は寝ていた               | 山本邦彦 葉村彰子   | 平山晃生 | 清水まゆみ                 |
| 18   | 2月9日         | 赤ちゃん欲しくなっちゃった   | 鶴島光重 葉村彰子   | 平山晃生 | 橋本功                     |
| 19   | 2月16日        | しょっぱい渡世               | 鶴島光重 葉村彰子   | 千野皓司 |                            |
| 20   | 2月23日        | 未亡人はいらないわ           | 山本邦彦 葉村彰子   | 千野皓司 |                            |
| 21   | 3月1日         | 忘れられぬ故郷の風           | 山本邦彦 葉村彰子   | 平山晃生 | 沖雅也                     |
| 22   | 3月8日         | 思いこんだら命がけ           | 鶴島光重 葉村彰子   | 平山晃生 | 沖雅也                     |
| 23   | 3月15日        | わかっちゃいない             | 鶴島光重 葉村彰子   | 千野皓司 | 村田正雄                   |
| 24   | 3月22日        | その気になった その時は      | 山本邦彦 葉村彰子   | 千野皓司 |                            |
| 25   | 3月29日        | 同情なんてまっぴらよ         | 山本邦彦 葉村彰子   | 平山晃生 |                            |
| 26   | 4月5日         | ギョーザと赤ちゃん           | 鶴島光重 葉村彰子   | 平山晃生 | 大泉滉                     |
| 27   | 4月12日        | ただ今撮影中!                | 松木ひろし          | 千野皓司 | 三谷昇、天本英世           |
| 28   | 4月26日        | ヒヨコと同情                 | 山本邦彦 葉村彰子   | 千野皓司 |                            |
| 29   | 5月10日        | 二人だけの秘密               | 山本邦彦 葉村彰子   | 平山晃生 | 本田みち子                 |
| 30   | 5月24日        | 男らしくがんばって!          | 鶴島光重 葉村彰子   | 平山晃生 |                            |
| 31   | 6月7日         | 人の気も知らないで           | 山本邦彦 葉村彰子   | 手銭弘喜 |                            |
| 32   | 6月21日        | おやじの縁談                 | 蘇武路夫 葉村彰子   | 千野皓司 | 月丘千秋                   |
| 33   | 7月12日        | 先立つものにさきだたれ       | 鶴島光重 葉村彰子   | 平山晃生 |                            |
| 34   | 7月26日        | 愛すればこそ・・・?          | 田村多津夫 葉村彰子 | 手銭弘喜 |                            |
| 35   | 8月2日         | 夫婦養子                     | 杉本彰 葉村彰子     | 手銭弘喜 | 潮万太郎                   |
| 36   | 8月9日         | 夢をこわした私!              | 山本邦彦 葉村彰子   | 千野皓司 |                            |
| 37   | 8月23日        | 結婚サギ師をだますには・・・ | 鶴島光重 葉村彰子   | 平山晃生 | 雨森雅司、西本裕行         |
| 38   | 9月6日         | 母を求めて                   | 鶴島光重 葉村彰子   | 平山晃生 |                            |
| 39   | 未放送         | 弟がいたなンて!              | 山本邦彦 葉村彰子   | 千野皓司 |                            |
| 40   | 9月20日        | 私、泣いちゃうもン!          | 山本邦彦 葉村彰子   | 千野皓司 |                            |

## エピソード
- 第27話「ただ今撮影中!」は、一種の番外編。石立鉄男がのちに多用する、カメラ目線で視聴者に語りかけるメタフィクションの枠を超え、石立が本人役でスタジオの内外を案内し、その他の役者も本人役で登場し、榊原は楽屋でラーメンをすすり、山田は細うで繁盛記での富士の活躍を誉め、富士はたまには優しい役がしたいと訴えもする（第28話で実現）。台本がまだできてないというので、楽屋で待ちくたびれた出演者たちが、一人一人「自分の役の都合のいいように」ロマンチックな展開を予想し、そのとおりにドラマのシーンが進んでは、ダメ出しされて現実に戻り、亡き純へのめぐみの変わらぬ想いが強調される回となっている。

当初2クール全26話の予定が延長されたことによる特番の色彩はあるが、あくまでドラマであり、話数にも含まれる。俳優たちが語らう楽屋パートとドラマのパートは区別されており、楽屋パートも、監督役は天本英世、脚本家役は三谷昇が演じ、CM前に「その前にお知らせ」などと言うコント仕立てのドラマとなっている。
- 第39話は、めぐみが渡仏するきっかけを描く重要な話だが、プロ野球中継のためオンエアされず、再放送時に放映された。

## 放送局
特記のない限り全て放送時間は 水曜 20:00 - 20:56、同時ネット。
- 日本テレビ（制作局）
- 札幌テレビ[1]
- 青森放送[2]
- テレビ岩手[2]
- 秋田放送[2]
- 山形放送[2]
- 宮城テレビ[2]
- 福島中央テレビ[2]
- 信越放送[3]
- 山梨放送[4]
- 北日本放送[5]
- 北陸放送[5]
- 福井放送[6]
- 名古屋テレビ[7]
- よみうりテレビ[8]
- 日本海テレビ[9]
- 西日本放送[10]
- 広島テレビ[10]
- 山口放送[11]
- 四国放送[12]
- 南海放送[11]
- 高知放送[11]
- 福岡放送[13]
- テレビ長崎[13]
- 熊本放送[13]

## 映像ソフト
DVD-BOXは2012年12月 - 2013年1月（全2巻、各巻20話収録）、Blu-rayは2020年2月に、いずれもベストフィールドから発売。